# Herb powiatu konińskiego
Herb powiatu konińskiego – jeden z symboli powiatu konińskiego, ustanowiony 30 marca 2001

## Wygląd i symbolika
Herb przedstawia na tarczy na tarczy dwudzielnej z lewa w skos złotym w polu górnym czerwonym orła srebrnego (nawiązanie do herbu województwa wielkopolskiego), a w polu dolnym zielonym głowę końską srebrną (fragment herbu Konina).